# سرآب گیان
سرآب گیان
سراب گیان، در ایران جنوب استان همدان، در ۱۸ کیلومتری جنوب غربی شهرستان نهاوند و ۲ کیلومتری شمال شهر گیان (تپه باستانی گیان) قرار گرفته و دارای درختان قطور و متنوعی است که چنار، بلوط، زالزالک، راش، ون آلو، تمشک وغیره، از جملهٔ آنهاست و مناطقی با عنوان بلوطسان، آلوسان، ونوسان، راجوسان (راش) و… دارد. این سراب ازنوع جنگلهای طبیعی و متراکم است و از انتهای دره عمیقی به نام دربند تا دامنهٔ ارتفاعات شرقی وغربی کشیده شده است. سراب گیان درزمان‌های گذشته، تا پیش از انقلاب اسلامی، به سراب بابااحمد معروف بود.
تاریخچه سراب گیان
طبق پژوهش‌های میدانی سازمان میراث فرهنگی در محوطه و اطراف جنگل (سراب)، آثار و نشانه‌هایی از دوره اشکانیان کشف شده است. نمونه آن خمره سفالی بزرگی است که در سال ۱۳۸۷ توسط شهرداری گیان در قسمت شرقی سراب گیان کشف شد و اکنون در بخشداری گیان نگهداری می‌شود. در مناطق بلوطستان غربی، هرسکه heraska، قلعه گبریان، سوما، مصلی و دیگر جاه‌ها که به ثبت آثار ملی رسیده، قدمت سراب گیان را دست کم به زمان اشکانیان پیوند می‌دهد. شواهد نشان می‌دهد که در اوایل اسلام تا زمان صفوی، مردم بومی در مناطق اطراف و نزدیک سراب گیان ساکن بوده‌اند (کیانی، تاریخ گیان از پشتکوه تا نهاوند، صفحه ۲۰). ناصرالدین شاه قاجار در سفرنامه عراق عجم و مسافرت به سراب گیان می‌نویسد: اینجا بالای سراب گیان چهار طاقی وجود دارد که پیری در آن مدفون است (منظور مقبره بابااحمد) و کمی انطرفتر، زیر درختان بلوط، قبرستانی کهنه مشاهده می‌شود که نشان می‌دهد در اینجا روزگاری مردم می‌زیسته‌اند اما اکنون عمارت و آبادی در اینجا نیست (سفرنامه عراق عجم صفحه ۱۳۸).
سراب گیان تا زمان حکومت قاجار، خالصه دولتی بوده است. در زمان حکومت ناصرالدین شاه قاجار، دولت به علت بدهی و کسری بودجه، خالصه‌های دولتی را در معرض فروش قرار می‌دهد که مستاجرین آن را خریداری نمایند. در حدود سال۱۲۵۰ شمسی، سراب گیان در اجاره شخصی با نفوذ به نام محمدخان بوده است (کیانی، کهن‌دیار گیان، صفحه ۱۷۱).
وی با چندین مرتبه مراجعت نزد حاکم نهاوند (عمادالسلطنه) و نیز کامران میرزای نایب السلطنه، سراب گیان با کل آب و ملک آناره خریداری می‌کند و اولین مالکیت برای سراب گیان رقم می‌خورد. پس از مرگ وی، سراب گیان بین وراث تقسیم می‌شود و در نهایت در سال ۱۳۳۸ شمسی، با تأسیس اداره جنگل‌بانی و مراتع، جزو اراضی ملی محسوب می‌شود و از ید مالکان خارج می‌شود.
از حدود سال ۱۳۴۲ تا ۱۳۵۷ این سراب توسط اداره جنگل‌بانی نگهداری می‌شد و پس از انقلاب اسلامی، مدیریت حفظ آن به اداره منابع طبیعی نهاوند واگذار شد. از سال ۱۳۸۴ با ارتقا گیان از روستا به شهر و احداث شهرداری، مدیریت سراب گیان توسط شهرداری گیان انجام می‌گرفت که در این بین به علت عدم پاسخگویی و سو مدیریت اداره منابع طبیعی در حفظ و نگهداری سراب گیان، باعث ایجاد آسیب‌هایی وحشتناک از جمله سرقت چوب‌های جنگلی و نیز ایجاد کورهٔ ذغال سازی توسط قاچاقچیان چوب شده است. اخیراً نیز در سال ۱۴۰۲، اداره منابع طبیعی به یکباره سراب گیان را به صورت بلند مدت به سازمان همیاری‌ها واگذار کرد که با مخالفت مردم گیان و شوراها مواجهه گردید و مردم گیان به هیچ وجه قبول نمی‌کنند که یک سازمان غیر بومی، مدیریت سراب گیان را در دست بگیرد. سازمانی که کارنامه روشنی از عملکرد خود ندارد و با مردم روستای علیصدر  بر سر قول و قرارها و توافق‌های اولیه در مدیریت غار علیصدر در جدل و شکایت است.
سرآب گیان سی و یکمین اثر طبیعی ملی است که توسط سازمان میراث فرهنگی در ۲۶ اسفند ۱۳۸۷ در فهرست میراث طبیعی ایران قرار گرفته است.
آب سراب با دبی ۱/۵ مترمکعب درثانیه جاری است و ضمن محاسبه هشت اینچ از آب آن برای تأمین آب شرب شهرگیان، مازاد آن بر چهار نهر، بین سه روستا تقسیم می‌شود. نهرکوه مربوط به قریه حسین‌آباد، نهر گوشه مربوط به قریه ظفرآباد و نهرمورنی و هلجوب مربوط به اراضی کشاورزی شهر گیان.

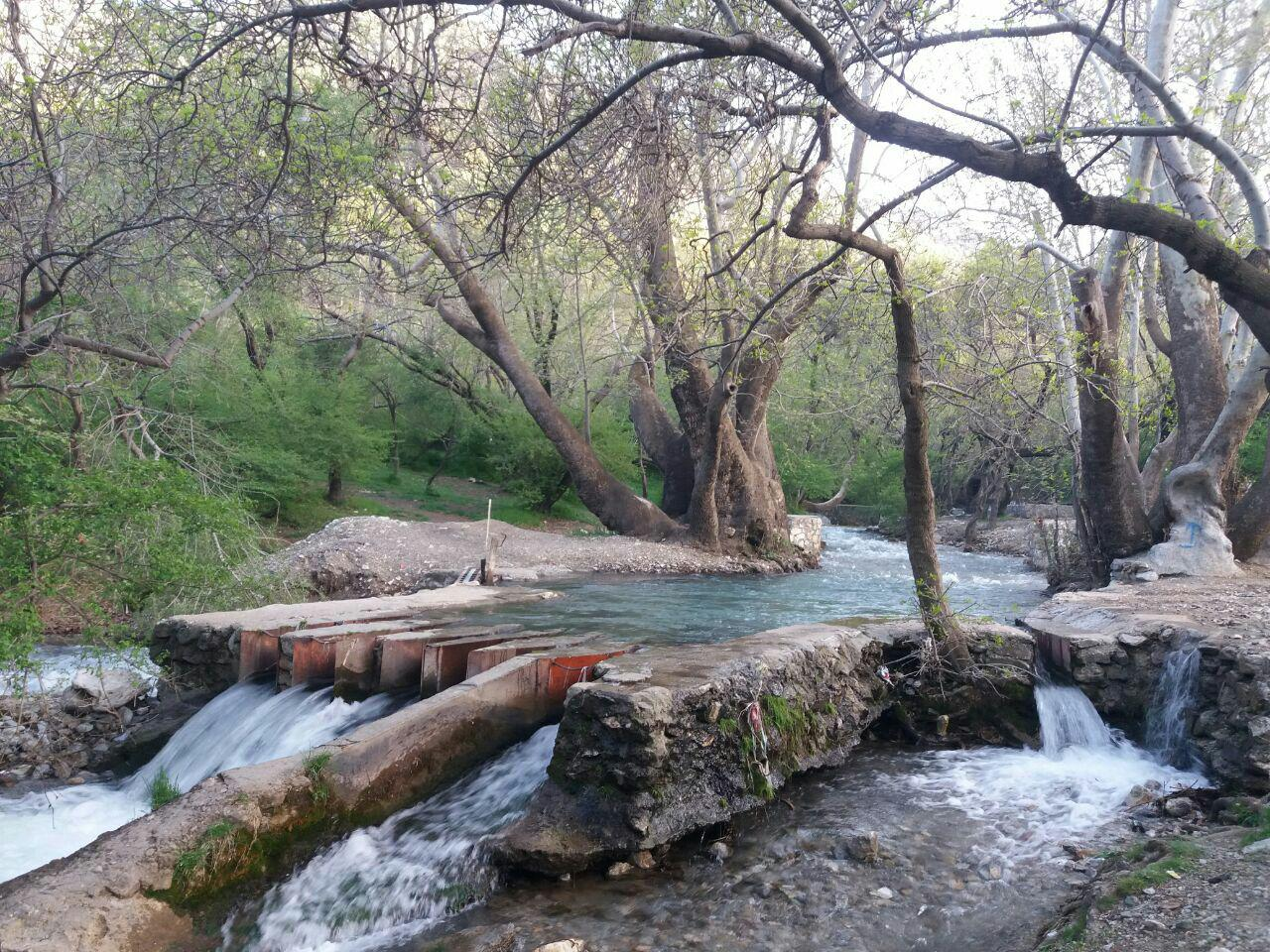
سراب گیان

مسیرهای رسیدن به سراب گیان، از دوجاده، یکی از میدان عارف نهاوند، جاده دهنو، کرک، حسین‌آباد به گیان، و دیگری اتوبان نهاوند-فیروزان (جاده کرمانشاه)، ازمسیر، دهفول، برزول وگیل آباد به شهر گیان میسر است. از دل کوه و از دل صخره‌های بزرگ سنگی آب زلال از قسمت‌های مختلف بیرون می‌آید. درختان کهنسال چنار نشان از قدمت طولانی منطقه دارد آب چشمه در بالای سراب از دل کوه بیرون می‌آید و از پایین تا بالای سراب جنگل‌های بلوط و میوه‌های کوهی وجود دارد که بقایای جنگل‌های زاگرس می‌باشددر انتهای سراب گیان یک مسیر کوه‌نوردی به قلهٔ گاچال وجود دارد و یک جان پناه نیز در میانهٔ مسیر می‌باشد این سراب از جنوب به کوه‌های گرین و از غرب به روستاهای ظفر آباد و مهین آباد می‌رسد تپهٔ باستانی گیان نیز در دو کیلومتری این سراب واقع شده استَ.

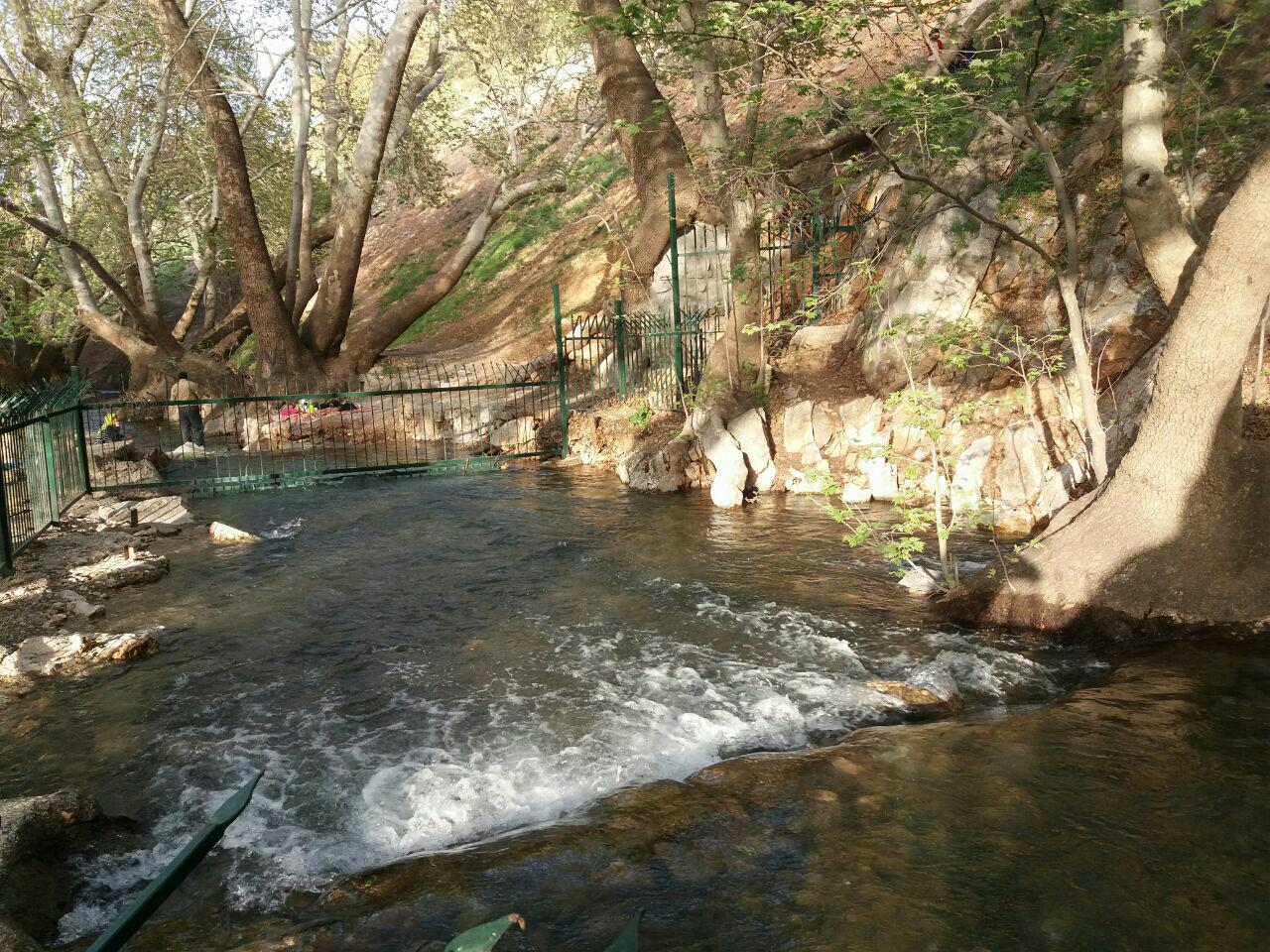
سراب گیان